# Hedwig and the Angry Inch
Hedwig and the Angry Inch es un musical de rock con música y letra de Stephen Trask y libreto de John Cameron Mitchell. El musical sigue a Hedwig Robinson, cantante de identidad queer de Alemania Oriental de una banda ficticia de rock and roll. La historia se basa en la vida de Mitchell como hijo de un general del Ejército de los Estados Unidos que una vez estuvo al mando del sector estadounidense del Berlín Occidental ocupado. El personaje de Hedwig se inspiró en una esposa alemana divorciada del ejército de los EE. UU. que era la niñera de la familia de Mitchell y trabajaba como prostituta en su casa en un parque de casas rodantes en Junction City, Kansas. La música está inspirada en el estilo andrógino glam rock de David Bowie (quien coprodujo la producción de ese musical en Los Ángeles), así como el trabajo de John Lennon y los primeros artistas punk Lou Reed e Iggy Pop. 
El musical se estrenó off-Broadway en el año 1998, y ganó un Obie Award y un Outer Critics Cirle Award por el Mejor Musical off-Broadway. El musical se presentó durante dos años, y fue representado por diferentes repartos de actores. En el año 2000, el musical tuvo una puesta en escena a manos del West End, en Londres, y ha sido representado por todo el mundo en cientos de teatros.
En 2014, la obra se trasladó por primera vez a Broadway, comenzando en abril en el Belasco Theatre y ganando un Tony Award por el Mejor Reestreno de un Musical. La producción cesó el 13 de septiembre de 2015.

## Historia
El personaje de Hedwig Schmidt era en un principio un personaje secundario en esta obra. Estaba inspirada ligeramente en la cuidadora alemana/prostituta que trabajaba para la familia de Mitchell cuando él era un adolescente en Junction City, Kansas. Por otro lado, el personaje de Tommy, originalmente creado como el protagonista, estaba basado en el mismo Mitchell: los dos son homosexuales, hijos de un general de la armada, católicos, y fascinados por la mitología. Hedwig se convirtió en la protagonista de la historia cuando Trask convenció a Mitchell para mostrar su obra inicial en 1994 en el club drag-punk Squeezebox, situado en Nueva York, donde Trask dirigía la banda del local.
Acordaron entonces en que la obra se realizaría a través de varias representaciones de la banda en diferentes club en vez de en un solo teatro, fijando un orden para preservar el espíritu del rock. Mitchell estaba influenciado fuertemente por las actuaciones de estilo rock que hacían las drags en Squeezebox. El repertorio de canciones de Hedwig incluía primeramente versiones de canciones conocidas para contar la historia de Hedwig: "Oh Well", de Fleetwood Mac; "See No Evil", de Television; "Whole Wide World", de Wreckless Eric; "Death of Samantha", de Yoko Ono; "Non-Alignment Pact", de Pere Ubu; "Half Breed", de Cher; "Boys Keep Swinging", de David Bowie; "All the Young Dudes", de Mott the Hoople; y "Femme Fatale", de The Velvet Underground. Una interpretación alemana de "You Light Up My Life", de Debby Boone, sería el final del musical.
La segunda actuación de Mitchell fue representada en su totalidad en Squeezebox, con la colaboración de Debbie Harry de Blondie. Fue en esta ocasión cuando Mike Porter diseñó por primera vez la peluca característica de Hedwig, la cual fue creada en un primer momento con rollos de papel higiénico envueltos con pelo rubio sintético. Mitchell, Trask, y la banda Cheater (Jack Steeb, Chris Wielding, Dave McKinley, and Scott Bilbrey) continuaron con la creación del material durante cuatro años hasta estrenar el musical completo Off-Broadway en 1998.
Mitchell explicó que Hedwig no es una mujer trans, sino un personaje genderqueer: "Es mucho más que una mujer o un hombre".También declaró que si bien está destinada a ser una voz queer, no está específicamente destinada a ser transgéneroː la operación de cambio de sexo no es una elección y ella no habla en nombre de ninguna comunidad, porque realmente fue mutilada.

## Sinopsis
La idea de la escenografía es conseguir que la audiencia vea las actuaciones musicales de la cantante Hedwig Robinson, mientras que ella sigue de cerca el tour musical de Tommy Gnosis (mucho más exitoso) por todo el país. De vez en cuando, Hendwig abre una puerta en escena para escuchar el concierto de Gnosis, quien está tocando en una estancia adyacente. Gnosis se está recuperando de un incidente que casi arruina su carrera musical, un accidente de tráfico producido por un choque entre su coche, el cual conducía estando bajo los efectos de varias drogas con la compañía de Hedwig, y un bus escolar. Observando la mala fama que esto le daría, Hedwig decide contar a la audiencia su historia.
Es ayudada e incorporada por su asistente, cantante de fondo y marido, Yitzhak, una ex-drag queen originario de Zagreb, con quien tiene una insana y codependiente relación. Hedwig abusa verbalmente de él a lo largo de la noche, quedando claro que siente miedo del talento natural de su marido, capaz de eclipsar el suyo propio. De esta forma, describe como ella accedió a casarse con él con la condición de que jamás volvería a hacer drag, por lo que él acaba ofendiéndose por como es tratado. (Para entrar más en el tema del musical sobre las borrosas líneas del género, Yitzhak es interpretado por una actriz).
Hedwig comienza contando la historia de su vida, la cual empieza cuando ella era Hansel Schmidt, un "niño afeminado" que vivía en Berlín Este ("Tear Me Down"). Criado por una madre emocionalmente distante después de que su padre, un soldado Americano, les abandonase, Hansel se consuela en su amor por la música rock. Así pues, comienza a fascinarse por una historia basada en el discurso de Aristófanes en El banquete de Platón. Esta explica que una vez existieron tres tipos de sexos humanos: "children of the sun" (dos hombres unidos), "children of the earth" (dos mujeres unidas), y "childen of the moon" (un hombre y una mujer unidos). Cada uno de ellos poseía dos cabezas, cuatro brazos y cuatro piernas. Los dioses enfadados separaron a estos seres en dos, dejando que esta gente ahora separada pasase buscando a su otra mitad ("The Origin of Love"). En ese momento, Hansel decide a buscar su otra mitad, pero está convencido de que debe viajar hasta el oeste para encontrarlo. 
Este viaje se hace posible cuando, a sus 20 años, conoce a Luther Robinson, un soldado americano ("Sugar Daddy") quien le convence para vestirse de mujer. Luther se enamora de Hansel y deciden casarse. Con esto, Hansel pretende dejar el este alemán comunista por el capitalista oeste. Sin embargo, para poder llegar a casarse, la pareja debe estar formado por un hombre y una mujer. La madre de Hansel, Hedwig, le cede a su hijo su nombre y su pasaporte, mientras le fuerza a ver a un doctor para que le haga un cambio de sexo. Por desgracia, la operación falla, y la vagina creada quirúrgicamente por el doctor termina cerrandose, dejando a Hansel – ahora Hedwig – con una pulgada de carne totalmente disfuncional entre sus piernas ("Angry Inch").
Hedwig se muda a Junction City, Kansas, como la mujer de Luther. En su primer aniversario de boda, Luther deja a Hedwig por otro hombre, dejándola totalmente sola. Aquel mismo día, se anuncia que el muro de Berlín ha caído haciendo así que Alemania se vuelva a unir, significando así que el sacrificio de Hedwig ha sido en vano. Para recuperarse de la separación de su marido, Hedwig se centra en crear una versión más glamurosa y femenina de sí misma ("Wig in a Box"), además de formar un grupo de rock llamado The Angry Inch.
Tiempo después, se hace amiga del hermano del niño al que cuida como trabajo, un incomprendido adolescente cristiano llamado Tommy Speck, quien está fascinado por la canción que Hedwig está escribiendo para él ("Wicked Little Town"). Tras esto, colaboraron en la creación de varias canciones, y comienzan una relación. Sus canciones triunfan, y Hedwig le da un nombre artístico a modo de regalo,  siendo este "Tommy Gnosis". Ella asegura que Tommy es su alma gemela, creyendo que no puede estar completa sin él, pero Tommy descubre que no es biologicamente una mujer y la abandona ("The Long Grift"). Tras esto, Tommy intenta llegar a ser una estrella del rock en solitario, pero con las canciones que ya había escrito Hedwig. Por otro lado, la "internacionalmente ignorada" Hedwig y su banda, The Angry Inch, es forzada a actuar en bares de carretera para ganarse la vida. 
Hedwig se vuelve más errática e inestable a medida que avanza la noche, hasta que finalmente se derrumba y se quita la peluca, el vestido y el maquillaje, lo que obliga a Yitzhak a dar un paso adelante y cantar ("Hedwig's Lament" / "Exquisite Corpse"). En el punto álgido de su crisis, parece transformarse en Tommy Gnosis, quien suplica y ofrece perdón en una repetición de la canción que ella escribió para él ("Wicked Little Town (Reprise)"). Hedwig, sin disfraz, encuentra aceptación dentro de sí misma y le da su peluca a Yitzhak. En paz, Hedwig abandona el escenario mientras Yitzhak se hace cargo de su última canción, vestida fabulosamente como drag ("Midnight Radio"). 

## Canciones
Aunque Yitzhak cante con ella la gran mayoría de la banda sonora de la película, las canciones en las que aparece su nombre son las únicas en las que se le conceden algunos solos. La actuación se hace sin ningún intermedio.
- "Tear Me Down" - Hedwig con Yitzhak
- "The Origin of Love" - Hedwig
- "Sugar Daddy" - Hedwig con Yitzhak
- "Angry Inch" - Hedwig
- "Wig in a Box" - Hedwig
- "Wicked Little Town" - Hedwig
- "The Long Grift" - Yitzhak
- "Hedwig's Lament" - Hedwig
- "Exquisite Corpse" - Hedwig con Yitzhak
- "Wicked Little Town (Reprise)" - Tommy Gnosis*
- "Midnight Radio" - Hedwig

*Esta canción es interpretada por el personaje Tommy Gnosis, quien debe ser interpretado por el mismo actor que Hedwig.

## Adaptación cinematográfica
En 2001, John Cameron Mitchell adaptó, dirigió y protagonizó una adaptación cinematográfica del musical, también llamada Hedwig and the Angry Inch.

## Legado
- En el episodio 5 (temporada 1) de la serie de televisión británica Sex Education de 2019, dos personajes principales planean asistir a una actuación de Hedwig and the Angry Inch mientras vestían como Hedwig.
- En 2020, la serie de televisión estadounidense Riverdale tuvo su episodio musical titulado "Wicked Little Town" (temporada 4) basado en Hedwig and the Angry Inch.
- Durante una pasarela basada en musicales durante el episodio 5 de la temporada 4 de RuPaul's Drag Race UK, Cheddar Gorgeous eligió Hedwig And The Angry Inch como inspiración.